# 黄楼镇 (青州市)
黄楼镇是中国山东省潍坊市青州市下辖的一个镇。

## 行政区划
黄楼镇下辖卢李村、卢坊村、鹁鸪王村、刘义型村、陈家村、杜家庄村、西冀村、赵庄村、半壁店村、三新村、三教堂村、潘村、西李村、小马宋村、黄楼村、辛庄子村、东夏落店村、西夏落店村、蒋家村、迟家村、赵寺村、南霍村、北霍村、北韩村、郝家村、莫家庄村、西楼村、柳家坡村、马宋村、藏家庄村、曹家庄村、东张老村、西张老村、岭上村、小陈家村、东李村、小李家庄村、东冀家村、康河村、东沙营村、西沙营村、南仙庄村、北仙庄村、泉子村、柳渠河村、傲于店村、大路村、龙塘村、夏坡村、凤凰店村、西建德村、东建德村、杨姑桥村、尚家村、东坝村、李河村、纪河村、大贯店村、小贯店村、小陈家庄村、大吴村、小吴村、任家村、高彭村、西阳河村、孤山庙村、东阳河村、杨家庄村、马家庄村、小刘村、潘家庙村、大陈村、大刘村、大崔家村、小崔家村、大王村、孟炉村、小田村、冷门村、董家村、孙家村、东坡村、西坡村、张楼村、王冈村、彭家庄村、东侯庙村、西侯庙村、麻湾村、大尹村、李家村、南于村、寨里村、巨弥村、赵务村、沙店村。